# Psammisia micrantha
Psammisia micrantha là một loài thực vật có hoa trong họ Thạch nam. Loài này được (A.C. Sm.) Luteyn miêu tả khoa học đầu tiên năm 1983.